# Rati

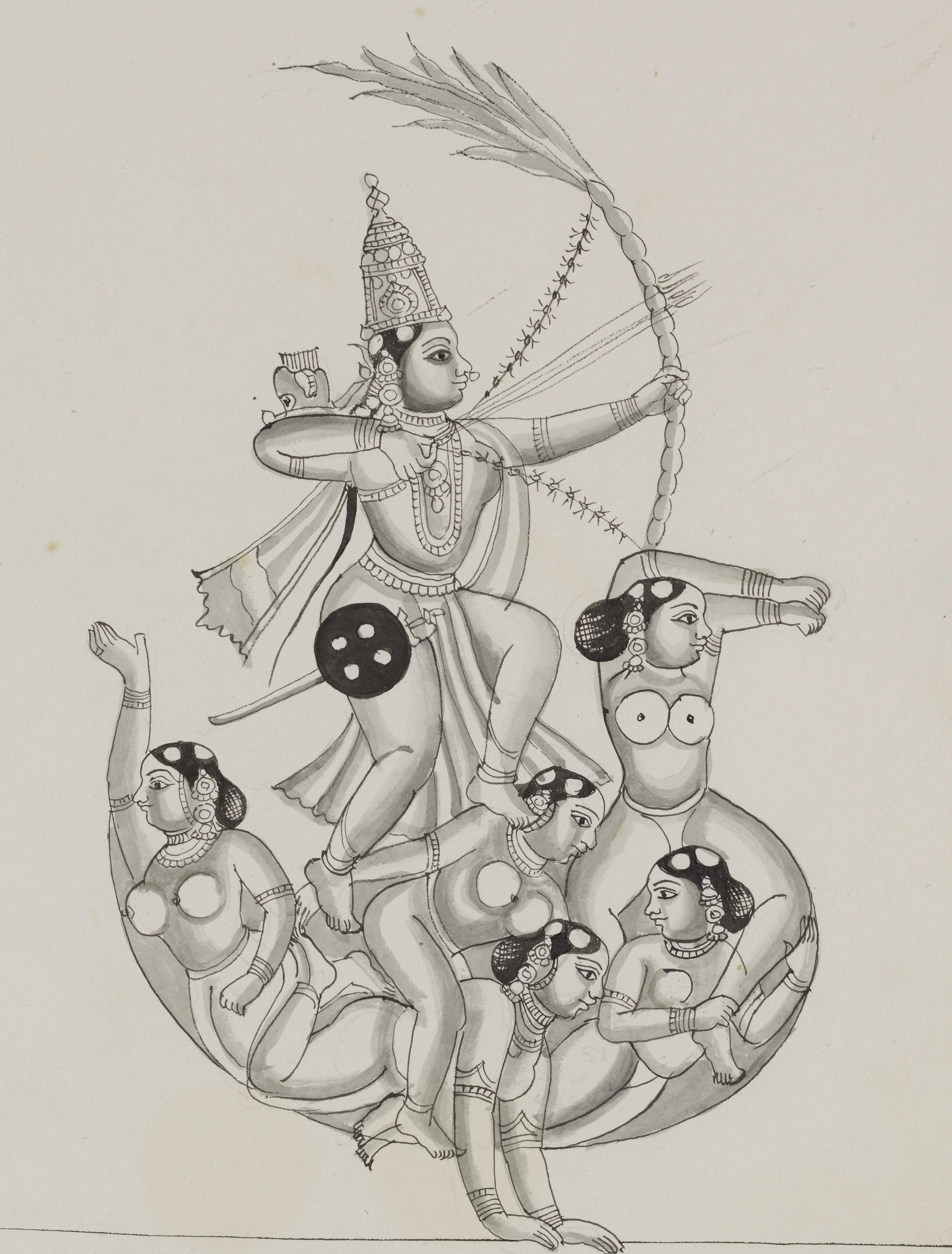
Rati

Rati (sanskryt रति trl. rati) – hinduistyczna bogini miłości, rozkoszy i pożądania. Partnerka Kamy, często przedstawiana wraz z nim.

## Ikonografia
Przedstawiana zazwyczaj jako piękna kobieta siedząca na gołębiu.